# میرزا عبدالوهاب رضوی
میرزا عبدالوهاب رضوی از سیاستمداران ایرانی بود، که در دوره چهارم و دوره پنجم به عنوان نماینده همدان در مجلس شورای ملی حضور داشت.